# Bhuyanakote, Koppa
Bhuyanakote là một làng thuộc tehsil Koppa, huyện Chikmagalur, bang Karnataka, Ấn Độ.